# 博士と私の危険な関係
『博士と私の危険な関係』（はかせとわたしのきけんなかんけい、Augustine）は2012年のフランスの恋愛映画。
監督はアリス・ウィノクール、出演はヴァンサン・ランドンとソーコなど。
19世紀フランスにおいて催眠療法で知られた神経科医ジャン＝マルタン・シャルコーと若い女性患者オーギュスティーヌの実話をもとに、医師と患者の関係を超えた2人の恋愛のような関係を描いている。
第38回セザール賞では新人監督作品賞にノミネートされた（受賞はならず）。
日本では劇場未公開だが、2014年3月16日にWOWOWでテレビ放送された他、同年10月3日にDVDが発売された。

## キャスト
- ジャン＝マルタン・シャルコー: ヴァンサン・ランドン - サルペトリエール病院の神経科医。
- オーギュスティーヌ: ソーコ（フランス語版） - 19歳のメイド。シャルコーの患者。
- コンスタンス: キアラ・マストロヤンニ - シャルコーの妻。
- ブルヌヴィーユ: オリヴィエ・ラブルダン - シャルコーの同僚医師。

## 作品の評価
アロシネによれば、フランスの23のメディアによる評価の平均点は5点満点中3.9点である。
Rotten Tomatoesによれば、38件の評論のうち高評価は74%にあたる28件で、平均点は10点満点中6.8点となっている。
Metacriticによれば、14件の評論のうち、高評価は12件、賛否混在は2件、低評価はなく、平均点は100点満点中74点となっている。